# Vlajka Jamalo-něneckého autonomního okruhu

Vlajka Jamalo-něneckého autonomního okruhu
Poměr stran: 2:3

Vlajka Jamalo-něneckého autonomního okruhu, jednoho z autonomních okruhů Ruské federace, který je součástí Ťumeňské oblasti, je tvořena tmavě modrým listem, o poměru stran 2:3. Dle nevexilologického popisu vlajky v zákoně je ve vzdálenosti 1/7 šířky vlajky od dolního okraje vodorovný, červený proužek, široký 1/50 šířky vlajky. Nad ním je ve vzdálenosti 1/50 šířky listu bílý tradiční ornament kultur „národů Severu" (o šířce 4/25 šířky listu), který se skládá ze sedmi prvků.

## Symbol parohů
Ornament, parohy soba polárního (Rangifer tarandus), se vyskytuje i na vlajkách jiných (severních) subjektů Ruské federace. Např. na vlajce Ťumeňské oblasti, které je okruh součástí, na vlajce Chantymansijského autonomního okruhu – Jugry, která je také součástí Ťumeňské oblasti nebo na vlajce Něneckého autonomního okruhu, který je součástí Archangelské oblasti.

Vlajka Ťumeňské oblasti Poměr stran: 2:3
Vlajka Chantymansijského autonomního okruhu – Jugry Poměr stran: 1:2
Vlajka Něneckého autonomního okruhu Poměr stran: 2:3

## Historie
Jamalo-něnecký autonomní okruh byl ustanoven 10. prosince 1930 jako národnostní okruh v rámci tehdejší Uralské oblasti. Od roku 1977[kdy?] šlo o autonomní okruh. V sovětské éře okruh neužíval žádnou vlajku.
28. listopadu 1996 přijala okruhová duma, svým usnesením č. 99, zákon č. 47 „O vlajce Jamalo-něneckého autonomního okruhu”, který 9. prosince podepsal gubernátor okruhu Jurij Vasiljevič Nějolov.

## Vlajka gubernátora autonomního okruhu

Vlajka gubernátora Jamalo-něneckého autonomního okruhu Poměr stran: 1:1

## Vlajky rajónů a měst autonomního okruhu
Jamalo-něnecký autonomní okruh se administrativně člení na 7 rajónů a 7 měst oblastního významu (Nadym je součástí Nadymského rajónu).
Rajóny

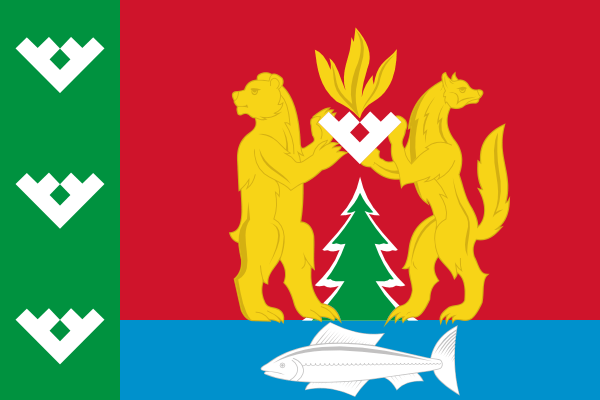
Krasnoselkupský rajón Poměr stran: 2:3
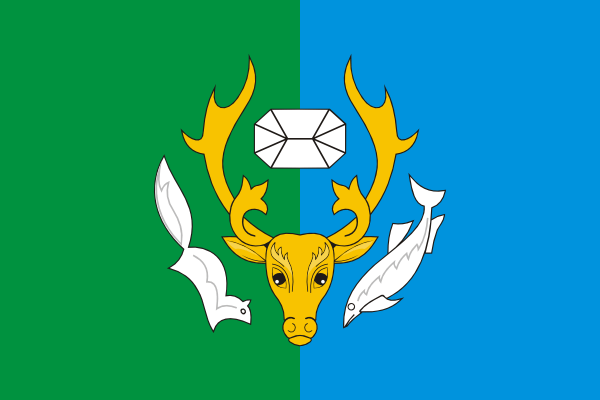
Priuralský rajón Poměr stran: 2:3
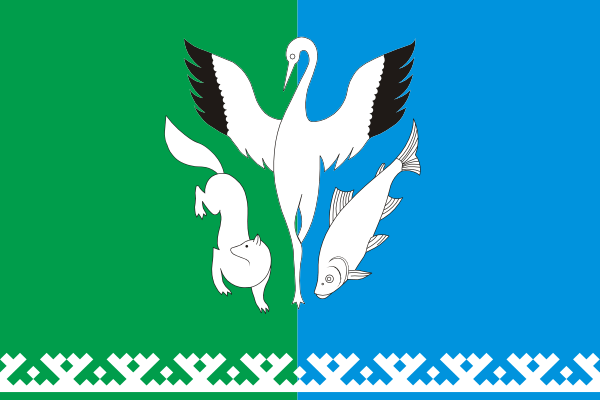
Šuryškarský rajón Poměr stran: 2:3
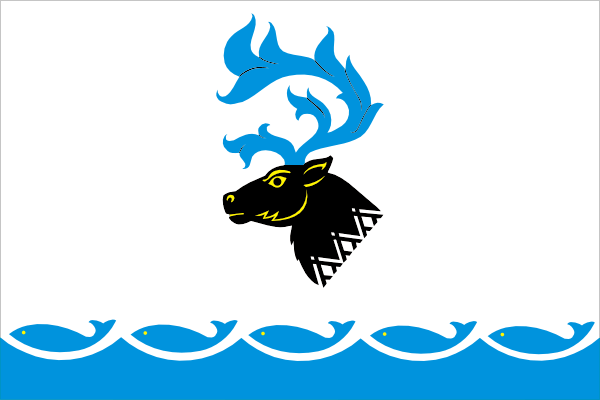
Jamalský rajón Poměr stran: 2:3
Nadymský rajón Poměr stran: 2:3
Purovský rajón Poměr stran: 2:3
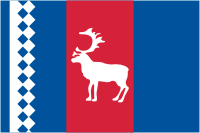
Tazovský rajón Poměr stran: 2:3

Města

Salechard Poměr stran: 2:3
Gubkinský Poměr stran: 2:3
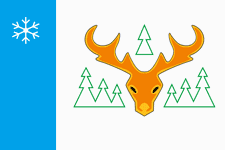
Labytnangi Poměr stran: 2:3
Muravlenko Poměr stran: 2:3
Novyj Urengoj Poměr stran: 2:3
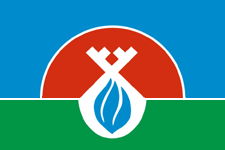
Nadym Poměr stran: 2:3
Nojabrsk Poměr stran: 2:3